# Katrin Fuchs
Katrin Fuchs, geborene Schrödter, (* 25. Mai 1938 in Goldap) ist eine deutsche Politikerin der SPD.

## Partei
Fuchs ist seit 1970 Mitglied der SPD. Sie war Mitglied des SPD Bezirksvorstandes Ostwestfalen-Lippe, des Parteivorstandes und Parteirats.

## Abgeordnete
Fuchs gehörte dem Bundestag als Abgeordnete seit 1983 von der 10. bis zur 13. Wahlperiode an. Sie arbeitete vornehmlich im Verteidigungsausschuss. Seit 1994 war sie Parlamentarische Geschäftsführerin der SPD-Fraktion. Sie wurde immer über die Landesliste Nordrhein-Westfalen gewählt. Direktkandidatin war sie jeweils im Wahlkreis Gütersloh, den sie allerdings nie gewinnen konnte. Sie kandidierte 1998 nicht erneut für den Bundestag. Ihr Nachfolger war Klaus Brandner.

## Leben
Katrin Fuchs hat zwei Kinder.